# Listennachfolger
Als Listennachfolger bezeichnet man bei Wahlen die auf einer Liste stehenden Kandidaten, die in der entsprechenden Reihenfolge nachrücken, wenn zuvor gewählte Kandidaten ausscheiden. Je nach Land und Wahl ist dies unterschiedlich geregelt.

## Listenerschöpfung
Wenn alle Listennachfolger nachgerückt sind, die Nachfolger-Liste leer ist und noch eine Person nachrücken soll, aber keine mehr auf der Nachfolger-Liste steht, spricht man von Listenerschöpfung. Je nach entsprechender Regelung bleibt der Sitz dann leer oder wird auf eine andere Art und Weise besetzt.

## Deutschland

### Landtagswahlen
Je nach Bundesland unterscheiden sich die Regelungen. 
Im Saarland beispielsweise rückt im Falle der Listenerschöpfung der Landesliste ein anderer Bewerber der Partei der Kreisliste (und vice versa) nach. Normalfall ist jedoch, dass der Sitz bei Listenerschöpfung (wie in Brandenburg) bis zum Ende der Wahlperiode leer bleibt.

### Bundestagswahlen
Bei Bundestagswahlen werden als Listennachfolger alle nicht gewählten Bewerber auf einer Landesliste einer im Bundestag vertretenen Partei bezeichnet. Unberücksichtigt bleiben diejenigen, die aus der Partei ausgeschieden sind oder Mitglied einer anderen Partei geworden sind oder als gewählte Bewerber im Wahlkreis ihren Mitgliedschaftserwerb abgelehnt haben oder als Abgeordnete auf ihre Mitgliedschaft im Deutschen Bundestag verzichtet haben.
Wenn ein gewählter Bewerber stirbt oder die Annahme der Wahl ablehnt oder wenn ein Abgeordneter stirbt oder sonst aus dem Bundestag ausscheidet, wird der Sitz durch den nächsten Listennachfolger aus der Landesliste der Partei besetzt, für die der Ausgeschiedene bei der Wahl angetreten ist. Ist die Liste erschöpft, so bleibt der Sitz unbesetzt. Die Feststellung, wer als Listennachfolger eintritt, trifft der Landeswahlleiter.
Der Sitz eines Abgeordneten darf nach dessen Ausscheiden aus dem Deutschen Bundestag nicht aus der Landesliste der Partei nachbesetzt werden, solange die Partei in dem betreffenden Land über ein oder mehrere Überhangmandate verfügt.
Ist der Ausgeschiedene als Wahlkreisabgeordneter einer Wählergruppe oder einer Partei gewählt, für die im Land keine Landesliste zugelassen worden war, findet eine Ersatzwahl im betreffenden Wahlkreis statt.
Rechtsgrundlagen: § 48 BWahlG; § 84 BWO

### Europawahlen
Da es bei Europawahlen im Gegensatz zu Bundestagswahlen Ersatzbewerber gibt, wird die Listennachfolge – sofern Ersatzbewerber aufgestellt worden sind – zuerst durch das Nachrücken des für den ausgeschiedenen Bewerber bestimmten Ersatzbewerbers geregelt. Macht eine Partei von der Möglichkeit Ersatzbewerber aufzustellen nicht oder nicht in allen Fällen Gebrauch, dann rücken im Bedarfsfall – auch bei Verzicht eines Ersatzbewerbers – die zunächst nicht gewählten Listenbewerber entsprechend ihrer Reihenfolge nach.
Bei der Nachfolge bleiben diejenigen Bewerber und Ersatzbewerber unberücksichtigt, die aus der Partei oder politischen Vereinigung ausgeschieden oder Mitglied einer anderen Partei oder politischen Vereinigung geworden sind. Unberücksicht bleiben ebenso Ersatzbewerber, die als gewählte Bewerber ihre Wahl abgelehnt oder als Abgeordnete auf ihre Mitgliedschaft im Europäischen Parlament verzichtet haben.
Ist die Liste erschöpft, so bleibt der Sitz unbesetzt. 
Rechtsgrundlagen: § 9, § 24 EuWG, § 32 EuWO